# Fright Night (1985)
Fright Night is een Amerikaanse horrorfilm uit 1985 onder regie van Tom Holland. De film kreeg drie Saturn Awards in de categorieën: beste horrorfilm, beste bijrol en beste script.

## Verhaal
Charley Brewster (William Ragsdale) ontdekt dat zijn nieuwe buurman Jerry Dandridge (Chris Sarandon) een vampier is. Hij deelt zijn ontdekking met zijn vriendin Amy (Amanda Bearse) en met zijn beste vriend "Evil" Ed (Stephen Geoffreys), maar die geloven hem niet. Ook licht hij tevergeefs de politie in.
Als Jerry in de gaten krijgt dat Charley weet wie hij is, gaat hij achter hem en zijn vrienden aan. Charley schakelt vervolgens de hulp in van Peter Vincent (Roddy McDowall), de presentator van de televisiehorrorshow Fright Night. Samen gaan ze de strijd aan tegen de vampier.

## Rolverdeling
| Acteur            | Personage          |
| ----------------- | ------------------ |
| William Ragsdale  | Charley Brewster   |
| Chris Sarandon    | Jerry Dandridge    |
| Amanda Bearse     | Amy Peterson       |
| Roddy McDowall    | Peter Vincent      |
| Dorothy Fielding  | Judy Brewster      |
| Stephen Geoffreys | "Evil" Ed          |
| Jonathan Stark    | Billy Cole         |
| Art Evans         | Rechercheur Lennox |
| Pamela Brown      | Miss Nina          |